# Акарендраварман
Акарендраварман (*бл. 1300 — 1347) — останній магараджа Мелаю у 1316—1347 роках. Повний титул і ім'я Падука Шрі Магараджадхіраджа Шримат Шрі Акарендраварман.

## Життєпис
Походив з династії Маулі. Син аристократа Кепададеви та Дару Джінггу, доньки магараджи Трібхуванараджи. Його мати спочатку була дружиною Кертанагари, магараджи Сінгасарі, або родича останнього Адваявармана, що більш вріогідно. Після загибелі того 1294/1296 року повернулася до Мелаї, де вдруге вийшла заміж. Втім згідно з іншою гіпотезою був сином Трібхуванараджи. Акарендраварман народився близько 1300 року. Спадкував дідові (батькові) 1316 року. Його ім'я було знайдено в Написі Пагаруюнг VII, складеному давньомалайською мовою.
Загалом продовжував політичну та торговельну політкиу попередника, зміцнивши владу на Суматрі та Малайському піострові. Рештки Шривіджаї утворювали соєрідний «буфер» з імперією Маджапагіт. Значний вплив мали сановники, насамперед тухан Парпатіх, що ймовірно мав посаду на кшталт першого міністра. Згідно напису Суруасо розпочав будівництво системи зрошувальних каналів для зрошення сільськогосподарських угідь у Суравасі.
Ймовірно на початку 1340-х років стикнувся з амбіціями Трібхувани, володарки Маджапагіту, з якою почалася війна. В ній Мелаю зазнала поразки й припинила існування: значну частину захопила Трібхувана, а у східній Суматрі владу перебрав зведений брат Акарендравармана — Адітьяварман, що повернувся до колишньої столиці Малаюпури, яке перейменував на Пагаруюнгу, від чого сама держава стала зватися Пагаруюнг. Також визнав зверхність Маджапагіту.